# 128 f.Kr.

## Händelser

### Efter plats

#### Romerska republiken
- Cn. Octavius och T. Annius Rufus blir konsuler i Rom.

#### Baktrien
- Baktrien invaderas av tokarier, som ger upphov till det nutida geografiska namnet Takhar.

#### Partien
- Artabanus I blir kung av Parterriket (omkring detta år).

### Efter ämne

#### Musik
- Limenios komponerar den andra delfiska hymnen.

## Avlidna
- Fraates II, kung av Partien (död omkring detta år)